# Расскажи мне сказку
«Расскажи мне сказку» (англ. Tell Me a Story) — американский сериал, премьера которого состоялась 31 октября 2018 года на платформе CBS All Access. Сериал создан Кевином Уильямсоном и является адаптацией испанского сериала 2014 года «Cuéntame un Cuento».
17 декабря 2018 года было объявлено, что сериал будет продлён на второй сезон. 11 мая 2020 года сериал был закрыт после двух сезонов.  Канал The CW выкупил права на повторный показ первых двух сезонов сериала. Премьера повторного показа состоялась  28 июля  2020 года.
В главных ролях Джеймс Уок, Билли Магнуссен, Дания Рамирес, Даниэль Кэмпбелл, Дориан Кроссмонд Миссик, Сэм Джаггер, Дэви Сантос, Майкл Рэймонд-Джеймс, Забрина Гевара, Пол Уэсли и Ким Кэттролл.
«Расскажи мне сказку» — это история о любви, потере, жадности, мести и убийстве, события которой разворачиваются в современном Нью-Йорке. Самые любимые сказки мира подверглись тёмному и извращённому переосмыслению. Тематику жанра можно определить, как психологический триллер, который заставляет вспомнить классические произведения таких великих сказочников, как братья Гримм и Шарль Перро.
Премьера второго сезона сериала состоялась 5 декабря 2019 года.
Если сериал продлят, в третьем сезоне будут переосмыслены сказки Белоснежка и Семь Гномов, Джек и бобовый стебель и Рапунцель .

## Сюжет

#### Сезон 1
Первая сюжетная линия сериала «Расскажи мне сказку» рассказывает о двух успешных молодых людях, которые после нескольких лет сомнений и раздумий, решили официально соединить судьбы и создать семью. Пройдя через толпу митингующих, девушка привела своего возлюбленного к ювелирному магазину для выбора обручальных колец, куда спустя несколько минут ворвались три грабителя в масках поросят. Охранник магазина начал стрельбу и создал ситуацию, в результате которой погиб и сам, и также смертельно раненная невеста. А Три Поросёнка, нашкодив, убежали с мешочком неогранённых алмазов. Сказочный аналог Три поросенка.
Вторая сюжетная линия рассказывает о хорошенькой школьнице старшей школы, которая после смерти матери переехала в Нью-Йорк с отцом и поселилась у бабушки. Новая одноклассница приглашает её вечером весело провести время в клубе. Убежав из дома тайком, девушка встречается с подругой и принимает оригинальное угощение от бармена, а затем, недолго протанцевав, уходит с парнем, который ей особенно понравился. Их жаркая встреча скоро закончилась, и утром милая девушка пришла в класс, где появился новый молодой учитель. И вот странное совпадение, этот учитель ночью был её парнем. Бармен, что продал зелье — одним из поросят, а друг отца, пригласивший того в большой город — безутешный жених, потерявший в ювелирном магазине свою девушку. Сказочный аналог Красная шапочка.
Третья сюжетная линия рассказывает о брате и сестре, которые попали в передрягу. Брат, случайно убив мужчину, звонит сестре, которая ему помогает. Сестра находит у него ключ от хранилища, в котором находятся деньги, и она его крадет, не зная, что с этого момента за ними будут охотиться. Сказочный аналог Гензель и Гретель.
В каждой серии проекта «Расскажи мне сказку» зритель увидит по нескольку историй, которые будут показывать картины из жизни совершенно разных людей, но в конечном итоге они переплетутся в единое целое и составят общую картину происходящего в иносказательной форме современной сказки о жадности и мести, любви и радости, убийстве и расставании.

#### Сезон 2
События второго сезона происходят в Нэшвилле, штат Теннесси. В основе — сказки Золушка, Спящая красавица и Красавица и чудовище.
Первая сюжетная линия рассказывает о писателе Такере Риде и его невесте Мэдди Прутт, которая работает адвокатом в крупной компании. Пара вскоре собирается пожениться, но в последнее время девушку стали терзать сомнения. Молодые люди стали отдаляться друг от друга, а виной всему — странное поведение Такера. Из-за неудач с написанием новой книги он практически не спит и постоянно пропадает в загородном доме, который достался ему по наследству от его дедушки. Однажды, сидя в кафе, Такер увидел Оливию. Девушка подрабатывала там официанткой в свободное от учёбы время. Он втайне начинает за ней следить, пробирается к ней в дом, а затем похищает, увозит в свой загородный дом и держит там в подвале. Сказочный аналог — Спящая красавица.
Вторая сюжетная линия рассказывает об известной молодой певице Эшли Роуз Прутт. Эшли — младшая сестра Мэдди. После своего концерта Эшли собирается ехать домой и садится в свою машину. Внезапно в машине взрывается бомба, начинается пожар. Охраннику удаётся вытащить певицу из горящей машины и спасти ей жизнь. Эшли проводит несколько месяцев в больнице. Около 30 % её тела покрыто ожогами, а из-за полученных травм она больше не может петь. После выхода Эшли из больницы, её мать нанимает ей охрану, которая должна везде её сопровождать. Один из охранников — Бо Моррис, полицейский, отстранённый от работы за дачу показаний против своего напарника. Сказочный аналог — Красавица и чудовище.
Третья сюжетная линия рассказывает о Симон Гарлэнд, у которой недавно умер отец. Последние несколько лет они с ним были не особо близки, а всё из-за его новой жены — Вероники Гарлэнд. Симон вместе со своей крёстной Корой подозревают, что отец умер не просто так: Вероника столкнула его с лестницы, а перед этим изменила его завещание, вычеркнув из него Симон. В один из вечеров Симон идёт в бар, чтобы развеяться, где знакомится с гитаристом Джексоном (братом Эшли и Мэдди Прутт). Между молодыми людьми постепенно завязываются романтические отношения. Сказочный аналог — Золушка.

## Актёры и персонажи

### Сезон 1
Главные
- Джеймс Уок в роли Джордана Эванса, ресторатора в Нью-Йорке, который намеревается отомстить мужчинам, виновным в смерти его невесты. Сказочный аналог Эванса — Большой Плохой Волк из Трёх поросят.
- Билли Магнуссен в роли Ника Салливана, учителя средней школы, который вступает в отношения с одним из своих учеников. Сказочный аналог Салливана — Большой Плохой Волк из Красной Шапочки.
- Дания Рамирес в роли Ханны Перес, во время службы в армии отряд Ханны попал в засаду. Страдает от посттравматического расстройства. Сказочный аналог Ханны — Гретель.
- Даниэль Кэмпбелл в роли Кайлы Пауэлл, старшеклассницы, которая недавно переехала в Нью-Йорк со своим отцом и до сих пор страдает от смерти своей матери. У неё сексуальные отношения со своим учителем Ником Салливаном. Сказочный аналог Кайлы — Красная Шапочка.
- Дориан Миссик в роли Сэма, продажного копа и лидера группы преступников. Сказочный аналог Сэма — поросёнок, построивший дом из камней.
- Сэм Джагер в роли Тима Пауэлла, отца-вдовца, который переезжает в Нью-Йорк со своей дочерью пытаясь убежать от проблем. Сказочный аналог Тима — Дровосек.
- Дави Сантос в роли Гейба Переса, брата Ханны. Талантливый танцор, бросивший колледж. Страдает от наркотической зависимости. Сказочный аналог Гейба — Гензель.
- Майкл Рэймонд-Джеймс в роли Митча Лонго, строителя, который изо всех сил пытается обеспечить свою жену и ради этого совершает преступления со своим братом Эдди. Сказочный аналог Лонго — поросёнок, построивший дом из веток.
- Забрина Гевара в роли Рене Гарсиа, детектив нью-йоркского отделения полиции.
- Пол Уэсли в роли Эдди Лонго, бармена и торговца наркотиками низкого уровня, который сам борется с наркоманией. Соглашается участвовать в преступлении со своим братом Митчем, чтобы заплатить долг дилеру. Сказочный аналог Лонго — поросёнок, построивший дом из соломы.
- Ким Кэттролл в роли Коллин Пауэлл, бывшей танцовщицы и мамы Тима. Сказочный аналог Коллин — Бабушка Красной Шапочки.
- Беки Ньютон в роли Катрины Торн, управляющей рестораном. Семья Торн занимается незаконным оборотом алмазов. Сказочный аналог Катрины — Пряничная Ведьма из Гензель и Гретель.
- Полли Дрэйпер в роли Мэдлин Уинстон, матери Ханны и Гейба, бросившей их в детстве. Сказочный аналог Мэдлин — Мачеха Гензеля и Гретель.

Второстепенные
- Полина Сингер в роли Лейни Рид
- Рармиан Ньютон в роли Итана Дэвиса
- Спенсер Грэммер в роли Бет
- Курт Ягер в роли Терри
- Джастин Котсонас в роли Карлы
- Тоня Гланц в роли Шелли
- Люк Гулдан в роли Билли
- Дженнифер Икеда в роли Риты
- Санджит Де Сильва в роли Марк
- Дэн Амбойер в роли Блэйка
- Сидней Джеймс в роли Харкорт
- Полли Дрэйпер в роли Мэдлин
- Клэр Сондерс в роли Вики
- Джеймс Мартинес в роли Олсена
- Дэвид Эндрюс в роли Ричарда Уинстона
- Эллиот Виллар в роли детектива Эррера
- Куинси Чад в роли детектива Гранта
- Дебра Монах в роли Эстер
- Симон Миссик в роли Марианы Рейнольдс

Гость
- Моника Догра в роли DJ («Глава 4: Ярость»)
- Маргарита Моро в роли Эбби Пауэлл («Глава 8: Правда»)

### Сезон 2
Главные
- Пол Уэсли в роли Такера Рида, писателя с тёмной тайной из прошлого, который пытается завершить свой новый роман. Сказочный аналог Такера —  Спящая красавица.
- Одетт Эннэйбл в роли Мэдди Прутт, невесты Такера и успешного адвоката.
- Даниэль Кэмпбелл в роли Оливии Мун, студентки, которая переехала в Нэшвилл после смерти своего парня Люка.
- Натали Элин Линд в роли Эшли Роуз Прутт, сестры Мэдди, молодой популярной певицы, на которую было совершено жестокое покушение. Сказочный аналог — Красавица и чудовище.
- Эка Дарвилл в роли Бо Морриса, отстранённого от работы полицейского, который начал работать охранником Эшли.
- Мэтт Лория в роли Джексона Прутта, брата Эшли и Мэдди, музыканта, у которого в жизни началась тёмная полоса и который страдает от алкоголизма.
- Эшли Мадекве в роли Симон Гарлэнд, загадочной девушки с которой Джексон познакомился в баре и у которой недавно умер отец. Сказочный аналог — Золушка.
- Кэрри-Энн Мосс в роли Ребекки Прутт, матери Эшли, Джексона и Мэдди.

Второстепенные
- Гарсель Бове в роли Вероники Гарлэнд, мачехи Симон.
- Калеб Кастилло в роли Рона Гарлэнда, старшего сына Вероники.
- Кристофер Майер в роли Дерека Гарлэнда, младшего сына Вероники.
- Джулия Кэмпбелл в роли Коры, крёстной Симон.
- Гарри Шам-младший в роли Брендана, адвоката и бывшего парня Мэдди.
- Эван Парк в роли Кена Морриса, отца Бо, работающего в охране у Эшли.
- Кэйси Томас Браун в роли Кайла, фаната и сталкёра Эшли.
- Кэтрин Прескотт в роли Сьюзи, ассистентки Эшли.

## Эпизоды

### Сезон 1 (2018—2019)
| № | Название                                       | Режиссёр             | Автор сценария                          | Дата премьеры   |
| --- | ---------------------------------------------- | -------------------- | --------------------------------------- | --------------- |
| 1 | «Глава 1: Надежда» «Chapter 1: Hope»           | Лиз Фридлендер       | Кевин Уильямсон                         | 31 октября 2018 |
| Кайла после смерти матери, переезжает со своим отцом из Лос-Анджелеса в Нью-Йорк к ее бабушке Колин. Как-то вечером она идет со своей одноклассницей в клуб по поддельным документам. Там знакомится с Ником, с которым в тот же вечер переспала. На следующий день, прийдя в школу, она выясняет что Ник - ее новый учитель. Гэйл Перез и его сосед Билли работают танцорами в клубе. После работы они оказываются в номере знакомого Билли - Дэна. Они напиваются, Билли пытается украсть у Дэна деньги из бумажника, он замечает это, начинается потасовка в которой в результате несчастного случая умирает Дэн. Сам Билли быстро убегает с места преступления и оставляет Гэйба одного. Гэйл звонит своей сестре Ханне и просит помочь ему. Джордан Эванс и его девушка Бет собираются пожениться и идут в ювелирный магазин, чтобы купить кольца. В это время в магазин врываются три грабителя (Сэм Рейнольдс, Эдди и Митч Лонго) в масках поросят. Начинается перестрелка, в результате которой Сэм убивает Бет. Поросята убегают с мешочком краденных алмазов. |                                                |                      |                                         |                 |
| 2 | «Глава 2: Потеря» «Chapter 2: Loss»            | Лиз Фридлендер       | Эдуардо Хавьер Канто и Райан Мальдонадо | 8 ноября 2018   |
| Полиция выходит на одного из грабителей - Эдди. Во время опознания Джордан узнает его, но так как у полиции нет никаких улик они не могут арестовать Эдди. Ник переживает, что кто-то узнает об их в Кайлой связи, но она убеждает его, что никто об этом никогда не узнает. Ханна пытается узнать больше о мужчине, которого убил Гэйб и выясняет, что он был связан с преступным миром. По новостям показывают, что тело Дэна было найдено в реке. Кайла ссорится со своим отцом, уходит из дома и приходит к Нику. Джордан следит за Эдди и приходит в бар, где он работает. |                                                |                      |                                         |                 |
| 3 | «Глава 3: Жадность» «Chapter 3: Greed»         | Марк Тондерай        | Холли Овертон                           | 15 ноября 2018  |
| Джордану кажется, что полиция уделяет недостаточно внимания расследованию убийства Бет. Он проникает в дом Эдди, находит у него маску поросенка и забирает ее. Ханна пытается узнать больше о Дэне. Она находит в его бумажнике карту от хранилища и отправляется узнать, что там. В хранилище она находит 2 миллиона долларов и забирает их. Гэйб не поддерживает эту затею. Митч и Эдди связываются с Сэмом, чтобы получить свои деньги. Кайла начинает работать в магазине Колинн. К ней приходит Итан и говорит, что он знает все про нее и Ника, и грозит их разоблачить. Гэйб возвращается в свою квартиру и обнаруживает, что Билли убит. |                                                |                      |                                         |                 |
| 4 | «Глава 4: Гнев» «Chapter 4: Rage»              | Марк Тондерай        | Ким Клементс                            | 22 ноября 2018  |
| Джордан приходит в полицейский участок с маской поросенка, которую он нашел у Эдди. Детектив Гарсия понимает, что он незаконно проник в дом Эдди, говорит, что поэтому эта улика никак не поможет расследованию и просит его уйти домой. Отношения Ника и Кайлы стремительно развиваются. Ник узнает, что у Итана есть судимость и просит Кайлу быть поосторожнее с ним. Кайла гуляет с Итаном после школы, он проводит ее домой и начинает приставать к ней. Но дома оказалась Колинн, которая прогоняет Итана. Ханна и Гэйб покидают город и отправляются в Северную Каролину. Вместо этого, пока Ханна спит, Гэйб везет их в дом матери, которая давно их бросила. Джордан просит девушку Эдди, сказать ему, кто был третьим грабителем. Эдди узнает об этом и избивает Джордана. Итан отправляет Нику фото на котором Ник с Кайлой целуются и пишет ему "Тебе конец". |                                                |                      |                                         |                 |
| 5 | «Глава 5: Безумие» «Chapter 5: Madness»        | Солвак "Ловкач" Нэим | Хезер Зульке                            | 29 ноября 2018  |
| Гейб приводит Ханну к человеку, неприятно напоминающем ей о прошлом. Джордан устраивает сложности Эдди и Митчу. Ник находит способ избавиться от надоедливого Итана. |                                                |                      |                                         |                 |
| 6 | «Глава 6: Вина» «Chapter 6: Guilt»             | Джефф Т. Томас       | Мэри Лия Саттон                         | 6 декабря 2018  |
| Кайла проводит день в центре города вместе с Ником. Эдди практически дошел до грани, но Митч вовремя предлагает ему другой выход. Уязвимые в последнее время Ханна и Гейб чувствуют себя загнанными в тупик. |                                                |                      |                                         |                 |
| 7 | «Глава 7: Измена» «Chapter 7: Betrayal»        | Миллисент Шелтон     | Андреа Торнтон Болден                   | 13 декабря 2018 |
| Ханна и Гейб неожиданно для себя вынуждены пуститься в бега. Джордан не прекращает мечтать о мести и ищет способы ее осуществить. Кайла и Лэйни расследуют таинственное прошлое Ника. |                                                |                      |                                         |                 |
| 8 | «Глава 8: Правда» «Chapter 8: Truth»           | Джон Стюарт Скотт    | Стив Стрингер                           | 20 декабря 2018 |
| 9 | «Глава 9: Обман» «Chapter 9: Deception»        | Адам Дэвидсон        | Хезер Зульке                            | 27 декабря 2018 |
| 10 | «Глава 10: Прощение» «Chapter 10: Forgiveness» | Крейг Зиск           | Кевин Уильямсон и Мэри Лия Саттон       | 3 января 2019   |

### Сезон 2 (2019—2020)
| № | Название                             | Режиссёр         | Автор сценария                    | Дата премьеры   |
| --- | ------------------------------------ | ---------------- | --------------------------------- | --------------- |
| 1 | «Проклятие» «The Curse»              | Джефф Т. Томас   | Кевин Уильямсон и Мерри Ли Саттон | 5 декабря 2019  |
| Меди и Такер собираются жениться. Джексона арестовали, поэтому Меди едет в тюрьму, чтобы внести за него залог. Эшли выступает на концерте в поддержку своего дебютного альбома. После концерта она садится в свою машину, но внезапно она взрывается и начинается пожар. Охраннику удалось вытащить Эшли из машины. Спустя три месяца Такер никак не может начать писать новую книгу, его мучает бессонница. Он начинает следить за Оливией и тайком пробирается в ее дом. Меди настораживает его странное поведение. Ребекка нанимает Бо, чтобы он охранял Эшли. Джексон знакомится с Симоной. |                                      |                  |                                   |                 |
| 2 | «Творческий кризис» «Writer's Block» | Солвэн Нэйм      | Стив Стрингер                     | 12 декабря 2019 |
| Меди сомневается, стоит ли им с Такером жениться. Симона идет на похороны отца и встречает там свою крестную Кору. Кора делится с ней своими опасениями, что отец Симоны был убит Вероникой. Эшли ссорится со своей мамой и продюсером из-за того, что не хочет выступать на телевидении в поддержку своего альбома. Кайл знакомится с Сьюзи. Джексон находит Симону, чтобы вернуть ей браслет, который она забыла у него дома. Такер помешан на Оливии. Он следит за ней, изучает ее жизнь, затем похищает и увозит в свой загородный дом и держит ее там в звуконепроницаемом подвале. |                                      |                  |                                   |                 |
| 3 | «Семейный бизнес» «Family Business»  | Энн Хэмилтон     | Сильвия Джонс                     | 19 декабря 2019 |
| Кайл отправляет Эшли зловещее письмо и коробку ее любимого печенья. Эшли выясняет, что ей отправляли множество писем с угрозами. Оливия просыпается в подвале, она испугана. Такер приносит ей завтрак и пытается ее успокоить. Он говорит, что она должна помочь ему в написании его новой книги. Оливия считает, что ее скоро начнут искать, на что Такер говорит ей, что он все продумал. Меди отдаляется от Такера. Пока Такера нет дома, Оливия пытается сбежать, но безуспешно - Такер ее останавливает и говорит, что до нее в подвале были еще две девушки, которых он убил и закопал в своем саду на том месте, где сейчас растут розовые кусты. Сыновья Вероники пытаются откупиться от Симоны, но она отказывается от денег. Тогда Рон начинает ей угрожать. Симона приходит домой к Джексону. |                                      |                  |                                   |                 |
| 4 | «Фанат номер один» «Fan Number One»  | Дэвид Гроссман   | Холли Овертон                     | 26 декабря 2019 |
| Кайл крадет машину Сьюзи и пробирается в дом Эшли. Такер говорит Оливии, что она должна сотрудничать и что они нужны друг другу. Он заставляет Оливию рассказать о ее парне Люке, который недавно умер. Меди И Такер обедают с их родителями. Мать Такера проговорилась, что у него была сестра-близнец Ана, которая умерла в детстве. Симона и Джексон пробирается в офис ее отца в поисках доказательств вины Вероники. Их ловит охрана, но перед этим они успевают найти компромат на Веронику. Кайл угрожает Сьюзи и признается в любви Эшли. Эшли испугана, но Бо спасает ее и застреливает Кайла. Выясняется, что Такер использует Оливию, потому что она напоминает ему его умершую сестру. Эшли и Бо целуются.                                                                                    |                                      |                  |                                   |                 |
| 5 | «Новые страницы» «New Pages»         | Джефф Т. Томас   | Трина Хэнкок и Мелисса Байер      | 2 января 2020   |
| Ребекка застукала целующихся Эшли и Бо, из-за чего Бо грозит увольнение. Эшли считает, что Кайл не был тем, кто подложил бомбу в ее машину и поэтому все еще не чувствует себя в безопасности. Она говорит об этом Бо, который начинает собственное расследование. Симона рассказывает Коре, что Вероника изменяла своему мужу с его адвокатом. Теперь они точно уверенны, что отец Симоны не умер своей смертью. Симона вместе с Джексоном идут на благотворительный бал, который устраивает Вероника. Меди подозревает, что Такер ей изменяет и делится своими подозрениями с Брендоном. Брендон следит за Такером, пробирается в его дом, находит там Оливию и освобождает ее. |                                      |                  |                                   |                 |
| 6 | «Потерян и найден» «Lost and Found»  | Миллисент Шелтон | Марк Хадис                        | 9 января 2020   |
| Оливия убегает в лес. Такер пытается ее найти. Не преуспев, он возвращается в дом и убивает Брендона. Отец Бо в больнице после ранения. Эшли вместе с матерью приезжает к нему и Бо. Рон похищает Симону и держит ее на заброшенном складе. Джексон разыскивает ее. Бо выходит на след настоящего убийцы. Параллельно показываются флешбеки про Оливию: на самом деле ее парень Люк часто поднимал на нее руку и в однажды, защищаясь, она сильно ударила его по голове, из-за чего он и умер. Оливия возвращается в дом Такера, избивает его, вкалывает снотворное и пристегивает наручниками. |                                      |                  |                                   |                 |
| 7 | «Шипы и все прочее» «Thorns and All» | Неизвестно       | Неизвестно                        | 16 января 2020  |
| 8 | «Сладких снов» «Sweet Dreams»        | Неизвестно       | Неизвестно                        | 23 января 2020  |
| 9 | «Любимый сын» «Favorite Son»         | Неизвестно       | Неизвестно                        | 30 января 2020  |
| 10 | «Навеки» «Ever After»                | Неизвестно       | Неизвестно                        | 6 февраля 2020  |

## Производство

### Развитие
30 ноября 2017 года было объявлено, что CBS All Access определил порядок серий «Расскажи мне сказку». Шоу разрабатывается для американской аудитории Кевином Уильямсоном и основано на мексиканском телесериале «Érase una vez», созданном Маркосом Осорио Видалем. Уильямсон также собирается написать сериал и продюсировать его вместе с Аароном Капланом и Даной Хонор. Сериал выпускается производственной компанией Kaplan Kapital Entertainment. 9 мая 2018 года было сообщено, что Лиз Фридлендер будет режиссёром и исполнительным продюсером первых двух эпизодов. 5 августа 2018 года, во время ежегодного летнего пресс-тура, Ассоциацией телевизионных критиков было объявлено, что премьера сериала состоится 31 октября 2018 года. 17 декабря 2018 года было объявлено, что сериал был продлён на второй сезон.

### Кастинг
В мае 2018 года было объявлено, что Билли Магнуссен и Ким Кэттролл сыграют главные роли в сериале. В июне 2018 года было сообщено, что Даниэль Кэмпбелл, Пол Уэсли, Джеймс Уолк, Дания Рамирес и Сэм Джегер присоединились к основной группе. В июле 2018 года было объявлено, что Дави Сантос, Забрина Гевара и Дориан Миссик сыграют в сериале регулярные роли. В августе 2018 года было сообщено, что Майкл Рэймонд-Джеймс, Курт Ягер, Рармиан Ньютон и Полина Сингер присоединились к актёрскому составу в повторяющихся ролях.

### Съёмки фильма
Основные съёмки первого сезона начались 28 июня 2018 года в Нью-Йорке.

## Релиз

### Маркетинг
19 июля 2018 года сериал проходил в Сан-Диего, штат Калифорния, в качестве комментатора и модератора выступил Генри Голдблатт из Entertainment Weekly, в котором участвовал исполнительный продюсер Кевин Уильямсон, а также звёзды сериала Пол Уэсли и Джеймс Уок. На панели состоялась премьера эксклюзивного тизер-трейлера к сериалу. 5 августа 2018 года был выпущен трейлер «Sneak Peek» для серии. 5 октября 2018 года был выпущен официальный трейлер серии, первая премьера которой состоялась во время панельного сериала на ежегодной New York Comic Con.

### Премьера
23 октября 2018 года серия провела свою официальную премьеру в театре Metrograph в Нью-Йорке, штат Нью-Йорк. Среди присутствовавших были создатель Кевин Уильямсон, исполнительный продюсер Дана Хонор, а также актёры Беки Ньютон, Даниэль Кэмпбелл, Дания Рамирес и Джеймс Уок.

### Отзывы
Сериал был встречен неоднозначным откликом критиков после его премьеры. На веб-сайте агрегации обзоров Rotten Tomatoes эта серия имеет рейтинг одобрения 54 % со средним рейтингом 5,31 из 10 на основании 13 отзывов. Критический консенсус на сайте гласит: «Несмотря на соблазнительный актёрский состав и многообещающую предпосылку, чересчур тщательно продуманный, мрачный взгляд на сказки Гримма не изобилует». Метакритик, который использует взвешенное среднее, присвоил серии оценку 43 из 100 основаны на 6 критиках, что указывает на «смешанные или средние оценки».
На веб-сайте IMDb у сериала рейтинг 7,2 из 10.
В позитивном обзоре Сезали Боуэн из Refinery29 высоко оценила сериал: «Скажи мне, что история захватывает своих зрителей, чтобы поставить себя на место некоторых из своих любимых басен с её реализмом. Пока что это лучше. Эта новая программа CBS „All Access“ достаточно, чтобы стоять без него, благодаря множеству персонажей, которые интересны, если не немного клише». В более смешанной критике Variety предложил серию квалифицированных похвал, сказав: «За все свои недостатки, серия с энтузиазмом пульсирующая, движущаяся с движущей энергией, которой, честно говоря, не хватает большинство потоковых драм. Она не работает почти на том же уровне, что и, скажем, „хороший бой“, и не настолько радикально переосмысливает сказки, как рекламирует. Но если ничего другого, у „Расскажи мне сказку“ есть злой укус, который может хорошо послужить ему при попытке привлечь любопытных зрителей на потоковой платформе, у которой совсем нет ничего подобного». В откровенно негативной оценке RogerEbert.com Брайан Таллерико с Ритизировал сериал, говоря: «В „Расскажи мне сказку“ есть талантливые телевизионные ветераны, которых, вероятно, заманивает родословная Уильямсона, но даже они не могут дать то, что разумно можно назвать хорошими выступлениями». Темп, диалоги (полное отсутствие), визуальный язык, построение мира — невозможно указать на один работающий элемент".